# 季度
一年可以分为四个季度，每个季度历时3个月。
- 第一季度：1月-3月
- 第二季度：4月-6月
- 第三季度：7月-9月
- 第四季度：10月-12月

部分國家或地区的「季度」分類有異於上列所述，例如加拿大、印度、香港及日本，一年的季度是4月1日開始、3月31日結束，此方式係對應自然季節從春季開始。
另外，「季度」也是日本傳媒業界使用的專業用語（尤其是電視台與廣播電台），為節目改編（製播更動）的主要時間基準。日語稱為，係法文轉寫而來的外來語。